# Andy Tonkovich
Andrew "Andy" Edward Tonkovich (Wheeling, Virginia Occidental, 1 de noviembre de 1922 - Inverness, Florida, 2 de septiembre de 2006) fue un jugador de baloncesto estadounidense que jugó una única temporada en la BAA, antecesora de la NBA. Fue el segundo jugador de la historia en ser elegido como número uno del Draft de la NBA. Con 1'88 metros, jugaba en la posición de base.

## Trayectoria deportiva

### Universidad
Jugó durante 4 temporadas con los Thundering Herd de la Universidad de Marshall, donde fue elegido All-American y en el mejor quinteto de su conferencia. Anotó un total de 1.578 puntos, el undécimo mejor anotador de la historia de Marshall. En 1985 fue incluido en el Salón de la Fama de su universidad.

### Profesional
Fue elegido en la primera posición del Draft de la BAA de 1948 por Providence Steamrollers, donde únicamente jugó 26 partidos en su primera y última temporada como profesional. Promedió 2,6 puntos y 0,6 asistencias por partido.